# Mùa bão Tây Nam Ấn Độ Dương 2015-16
Mùa bão xoáy Tây Nam Ấn Độ 2016–16 là một sự kiện hơi thấp dưới mức trung bình trong sự hình thành lốc xoáy nhiệt đới. Mùa bão hàng năm bắt đầu vào ngày 15 tháng 11 năm 2015, với cơn bão đầu tiên, Annabelle, hình thành bốn ngày sau. Cơn bão cuối cùng và mạnh nhất, Fantala, tiêu tan vào ngày 23 tháng 4 năm 2016, một tuần trước khi mùa giải kết thúc vào ngày 30 tháng 4 cho hầu hết khu vực. Ở Mauritius và Seychelles, mùa bão đã kết thúc nửa tháng sau đó, vào ngày 15 tháng 5.  Hoạt động của mùa đã bị ảnh hưởng bởi một El Niño đang diễn ra, và một Dipole Ấn Độ Dương.
Khu vực vực Tây Nam Ấn Độ Dương bao gồm một phần của Ấn Độ Dương gồm phía  tây kinh Tuyến 90 ° E và phía nam của đường xích đạo. Hoạt động lốc xoáy nhiệt đới được giám sát bởi văn phòng Météo-France tại Réunion, Trung tâm Khí tượng chuyên ngành khu vực cho lưu vực.Khu vực cũng được giám sát không chính thức bởi Trung tâm Cảnh báo Bão Liên hợp (JTWC), sử dụng gió dài một phút để ước lượng tốc độ gió trong các hệ thống, trong khi Météo-France sử dụng gió dài 10 phút và quy mô cường độ riêng.
Tám cơn bão nhiệt đới phát triển hoặc tồn tại trong giới hạn của khu vực, hơi thấp hơn mức trung bình là 10 cơn. Hầu hết các hệ thống trong mùa vẫn yếu, chỉ có ba cơn bão (Uriah, Emeraude, và Fantala) đạt ít nhất là sức mạnh lốc xoáy nhiệt đới với gió 120 km/h (75 dặm một giờ) trở lên, so với mức trung bình của năm. Tuy nhiên, mùa có đặc trưng là Bão Fantala, đã trở thành cơn bão nhiệt đới mạnh nhất được ghi nhận trong lưu vực trong khoảng 10 phút duy trì ở tốc độ 250 km/h (155 dặm / giờ).